# Майордом
Майордо́м  (палатный мэр; лат. major domus — старший по двору, старший по дому; фр. maire du palais) — старший сановник дворца времён Меровингов.

## История должности
В связи с ослаблением королевской власти династии Меровингов в середине VII века начинает приобретать особенную силу должность майордома. Трудно определить первоначальное значение этой должности.
Вероятнее всего, что майордом был исполнителем обязанностей прежнего сенешаля, который заведовал всеми королевскими чиновниками и дворцовым хозяйством («министр двора»). Постепенно должность сенешаля получила большое значение, и он стал называться королевский майордом (лат. majordomus regiae). Люди в этой должности заведуют теперь уже не только придворной службой, но управляют имениями короля, сосредотачивают в своих руках военную и административную власть, исполняют судебные функции и становятся главами государств, устранив ничтожных королей (или, так называемых, «ленивых королей»). Прежде зависевшая от короля должность майордома становится принадлежностью могущественной аристократии, выбирающей майордома из своей среды.
Преобладание майордомы получили ещё при Хлотаре II и особенно при его сыне Дагоберте I (628—638). Особенно выдвинулась фамилия палатных мэров Австразии (Арнульфинги или Пипиниды), родоначальником которой был Арнульф, епископ Мецский. Вместе с Пипином Ланденским он управлял Австразией при Хлотаре II. Сын Пипина, Гримоальд Старший (642/643—656), уже задумал объявить королём Австразии своего сына, но преждевременная попытка не имела успеха. Пипин Геристальский, умный и храбрый майордом, разбил в 687 году нейстрийского майордома Берхара (битва при Тертри); власть в Нейстрии и Бургундии перешла в его руки, должность майордома стала наследственной, и Пипин принял титул dux et princeps Francorum — вождь и принцепс (государства) франков. Роль короля стала ничтожной, он был совершенно устранён от дел.
В хрониках того времени была даже формула: «Regnante rege, gubernante majore domus» — то есть «в царствование (такого‑то) короля, когда управлял (такой‑то) майордом». Карл Мартелл стал единственным майордомом и князем франков и даже не считал нужным замещать умершего Меровинга новым королём. Его сын Пипин Короткий заключил в монастырь последнего Меровинга, Хильдериха III (751), был провозглашен королём и помазан папой Захарием на престол. С него начинается династия Каролингов.

## Список майордомов

### Майордомы Австразии
- Гого (около 567—581)
- Ванделен (581—585)
- Гундульф (около 600)
- Радон (613—617)
- Хуго (617—623)
- Пипин Ланденский (623—629 и 639—640)
- Оттон (640—641/642/643)
- Гримоальд Старший (641/642/643—656)
- Вульфоальд (656—680; также в Нейстрии)
- Пипин Геристальский (680—714)
- Теодоальд (714—717)
- Карл Мартелл (717—741; также в Нейстрии)
- Карломан (741—747)
- Дрого (747—751/754)

### Майордомы Нейстрии
- Ландерик (не позднее 584 — не позднее 613)
- Гундоланд (не позднее 613—639)
- Эга (639—641; также в Бургундии)
- Эрхиноальд (641—658)
- Эброин (658—673 и 675—680)
- Вульфоальд (673—675; также в Австразии)
- Леудезий (675)
- Вараттон (680/681 и 683/684—686)
- Гизлемар (680/681—683/684)
- Берхар (686—688)
- Нордеберт (688 — не ранее 696)
- Гримоальд Младший (не ранее 696—714)
- Теодоальд (714—715; также в Австразии)
- Рагенфред (715—718)
- Карл Мартелл (718—741; также в Австразии)
- Пипин Короткий (741/742—751)

### Майордомы Бургундии
- Варнахар I (до 599)
- Бертоальд (ранее 603—604)
- Протадий (605)
- Клавдий (606 — не позднее 613)
- Варнахар II (613—626/627)
- Эга (639—641; также в Нейстрии)
- Флаохад (642)
- Радоберт (642—662)